# Exercitarea autorității părintești după divorț
Pentru detalii, vezi: Iurispedia - Noul Cod Civil Paragraful Efectele divorțului cu privire la raporturile dintre părinți și copiii lor minori (396-404)
Autoritatea părintească este ansamblul de drepturi și îndatoriri care privesc atât persoana, cât și bunurile copilului și aparțin în mod egal ambilor părinți (art. 483 alin.1). Părinții căsătoriți exercită împreună și în mod egal autoritatea părintească indiferent de statutul lor juridic (căsătoriți, necăsătoriți, divorțați).

## Efectele divorțului cu privire la raporturile dintre părinți și copiii lor minori
Exercitarea autorității părintești în caz de divorț este guvernată de art. 396 – 403 Cod civil. Regula este că, după divorț, autoritatea părintească revine în comun ambilor părinți, operând prezumția (art. 397 Cod civil) că este în interesul superior al copilului ca autoritatea părintească să se exercite în comun. În acest caz ambii părinți sunt părinți custodieni.
 
Excepția de la regulă (art. 398 litera 1 Cod civil) poate apărea dacă există motive întemeiate de natură a sugera că nu ar fi în interesul superior al copilului ca ambii părinți să păstreze autoritate părintească. În aceste cazuri instanța hotărăște ca autoritatea părintească să fie exercitată numai de către unul dintre părinți, numit părinte custodian. Celălalt părinte, numit părinte necustodian, păstrează dreptul de a veghea asupra modului de creștere și educare a copilului, precum și dreptul de a consimți la adopția acestuia (art.398 litera 2 Cod civil).

În mod cu totul și cu totul excepțional, dacă interesul superior al copilului o reclamă, instanța poate decide cu privire la exercitarea autorității părintești de către alte persoane ori de către o instituție de ocrotire specializată (art. 399 litera 1 Cod civil). Acestea exercită drepturile și îndatoririle care revin părinților cu privire la persoana copilului. În acest caz, instanța stabilește dacă drepturile cu privire la bunurile copilului se exercită de către părinți în comun sau de către unul dintre ei (art. 399 litera 2 Cod civil).

## Autoritatea părintească în cazul încheierii căsătoriei din alte motive decât divorțul
Dispozițiile cu privire la divorț se aplică și în cazul în care căsătoria părinților copilului minor a fost anulată (art. 305 alin. 2 Cod civil) sau a încetat urmare încheierii, cu bună credință, a unei noi căsătorii de către soțul unei persoane declarată moartă (art. 404 și art. 293 alin. 2 Cod civil).

## Locuința copilului după divorț
Locuința minorului este la părinții săi (art. 495, litera 1 Cod civil) sau acolo unde aceștia stabilesc de comun acord că trebuie să locuiască copilul (art. 495, litera 2 Cod civil). Părinții se pot înțelege asupra locuinței copilului după divorț. În lipsa înțelegerii dintre părinți sau dacă aceasta este contrară interesului superior al copilului,
instanța de tutelă stabilește, odată cu pronunțarea divorțului, locuința copilului minor, respectiv locul unde copilul va locui în mod statornic (art. 92 litera 2, art. 400 litera 1 Cod civil). Aceasta poate fi la reședința unuia dintre cei doi părinți sau, în mod excepțional, instanța poate stabili locuința minorului la bunici sau la alte rude, cu consimțământul acestora (art. 400, litera 3 Cod civil). Părintele la reședința căruia este stabilită locuința minorului se numește părinte rezident iar celălalt se numește părinte nerezident.

Pot exista situații în care este în interesul copilului să se stabilească locuința copilului la o instituție de ocrotire.

Dacă afectează exercițiul autorității sau a altor drepturi părintești, locuința minorului nu poate fi schimbată fără acordul ambilor părinți (art. 496 litera 4 precum și 497 litera 1 Cod civil). În cazul în care părinții nu se înțeleg cu privire la aceste aspecte instanța va decide dacă o schimbare a locuinței este oportună sau nu (art. 497 litera 2 Cod civil).

## Dreptul copilului la relații personale cu persoanele semnificative din viața sa
Părintele sau, după caz, părinții separați de copilul lor au dreptul de a avea legături personale cu acesta (art. 401, litera 1 Cod civil) atât în afara locuinței minorului (legea 272/2004, art. 14 și 15) cât și la locuința minorului (art. 496, litera 5 Cod civil).

În caz de neînțelegere între părinți, instanța de tutelă decide cu privire la modalitățile de exercitare a acestui drept (art. 401, litera 2, art. 496 litera 3 Cod civil).

Și alte rude sau persoane semnificative în viața minorului au dreptul de a menține legături personale cu acesta (Legea 272/2004, art. 14, literele 1 și 2).

Părinții sau un alt reprezentant legal al copilului nu pot împiedica relațiile personale ale acestuia cu bunicii, frații și surorile ori cu alte persoane alături de care copilul s-a bucurat de viața de familie, decât în cazurile în care instanța decide în acest sens (Legea 272/2004, art. 14, litera 3).

## Contribuția părinților la cheltuielile de creștere, educare, învățătură și pregătire profesională a copiilor
Părinții se pot înțelege cu privire la contribuția lor la cheltuielile de creștere, educare, învățătură și pregătire profesională a copiilor, înțelegere de care poate lua act notarul în cazul divorțului notarial sau instanța de tutelă, prin hotărârea de divorț.

În caz de neînțelegere, instanța de tutelă stabilește contribuția fiecărui părinte la cheltuielile de creștere, educare, învățătură și pregătire profesională a copiilor.

Minorul care cere întreținere de la părinții săi este prezumat că se află în nevoie dacă nu se poate întreține din munca sa, chiar dacă ar avea bunuri. Cu toate acestea, în cazul în care părinții n-ar putea presta întreținerea fără a-și primejdui propria lor existență, instanța de tutelă poate încuviința ca întreținerea să se asigure prin valorificarea bunurilor pe care acesta le are, cu excepția celor de strictă necesitate.

Obligația de întreținere se execută în natură, prin asigurarea celor necesare traiului și, după caz, a cheltuielilor pentru educare, învățătură și pregătire profesională. Dacă obligația de întreținere nu se execută de bunăvoie, în natură, instanța de tutelă dispune executarea ei prin plata unei pensii de întreținere, stabilită în bani. Pensia de întreținere se poate stabili sub forma unei sume fixe sau într-o cotă procentuală din venitul net lunar al celui care datorează întreținere. Pensia de întreținere stabilită într-o sumă fixă se indexează de drept, trimestrial, în funcție de rata inflației. Întreținerea datorată de părinte se stabilește până la o pătrime din venitul său lunar net pentru un copil, o treime pentru 2 copii și o jumătate pentru 3 sau mai mulți copii. Cuantumul întreținerii datorate copiilor, împreună cu întreținerea datorată altor persoane, potrivit legii, nu poate depăși jumătate din venitul net lunar al celui obligat. Pensia de întreținere se plătește în rate periodice, la termenele convenite sau, în lipsa acordului lor, la
cele stabilite prin hotărâre judecătorească. 

Părțile pot conveni sau, dacă sunt motive temeinice, instanța de tutelă poate hotărî ca întreținerea să se execute prin plata anticipată a unei sume globale care să acopere nevoile de întreținere ale celui îndreptățit pe o perioadă mai îndelungată sau pe întreaga perioadă în care se datorează întreținerea, în măsura în care debitorul întreținerii are mijloacele necesare acoperirii acestei obligații. 

Dacă se ivește o schimbare în ceea ce privește mijloacele părintelui care prestează întreținerea și nevoia copilului care o primește, instanța de tutelă, potrivit împrejurărilor, poate mări sau micșora pensia de întreținere sau poate hotărî încetarea plății ei.